# MS Piłsudski

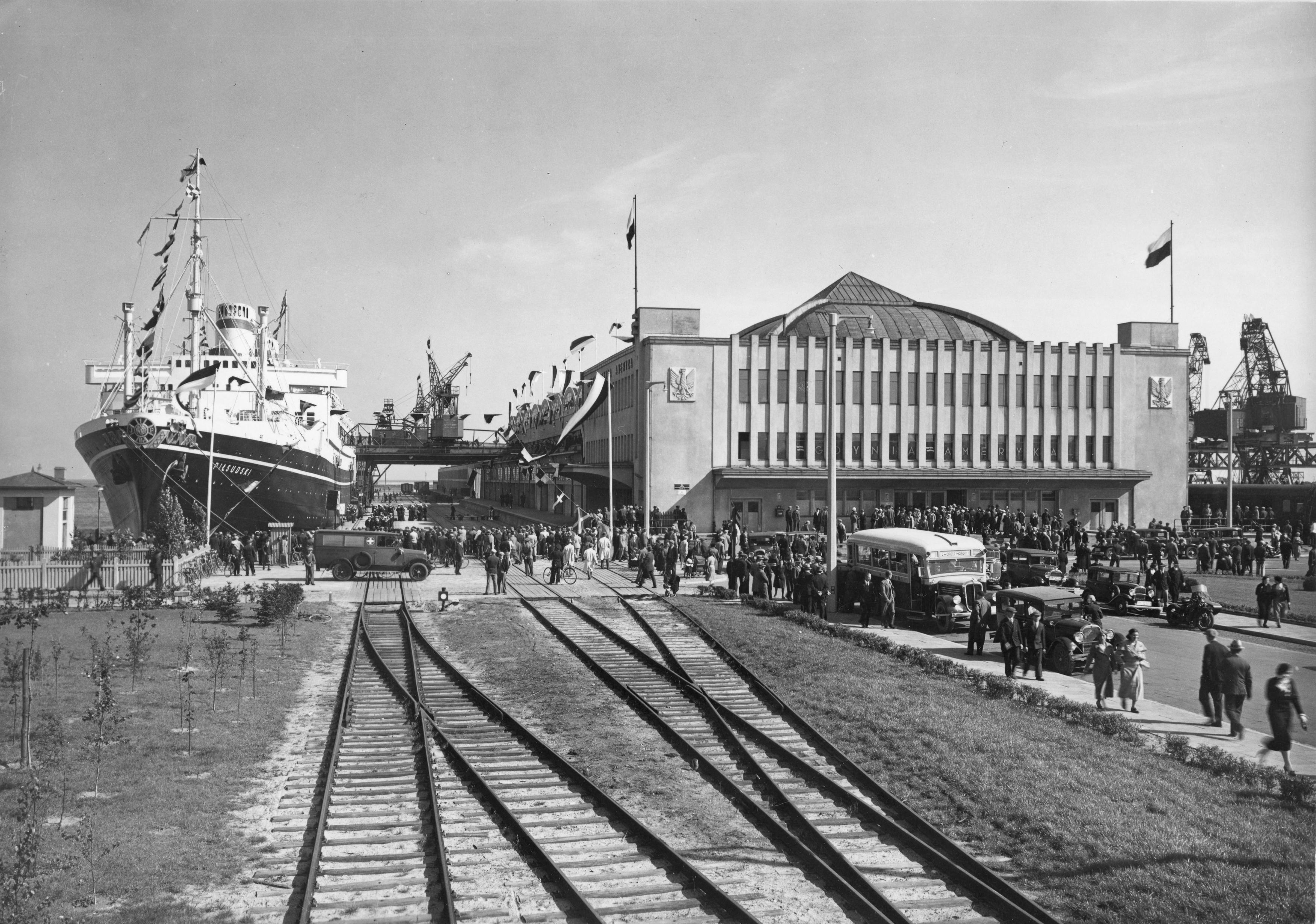
Dworzec Morski w Gdyni, lata 1935–1937 – przy nabrzeżu MS Piłsudski

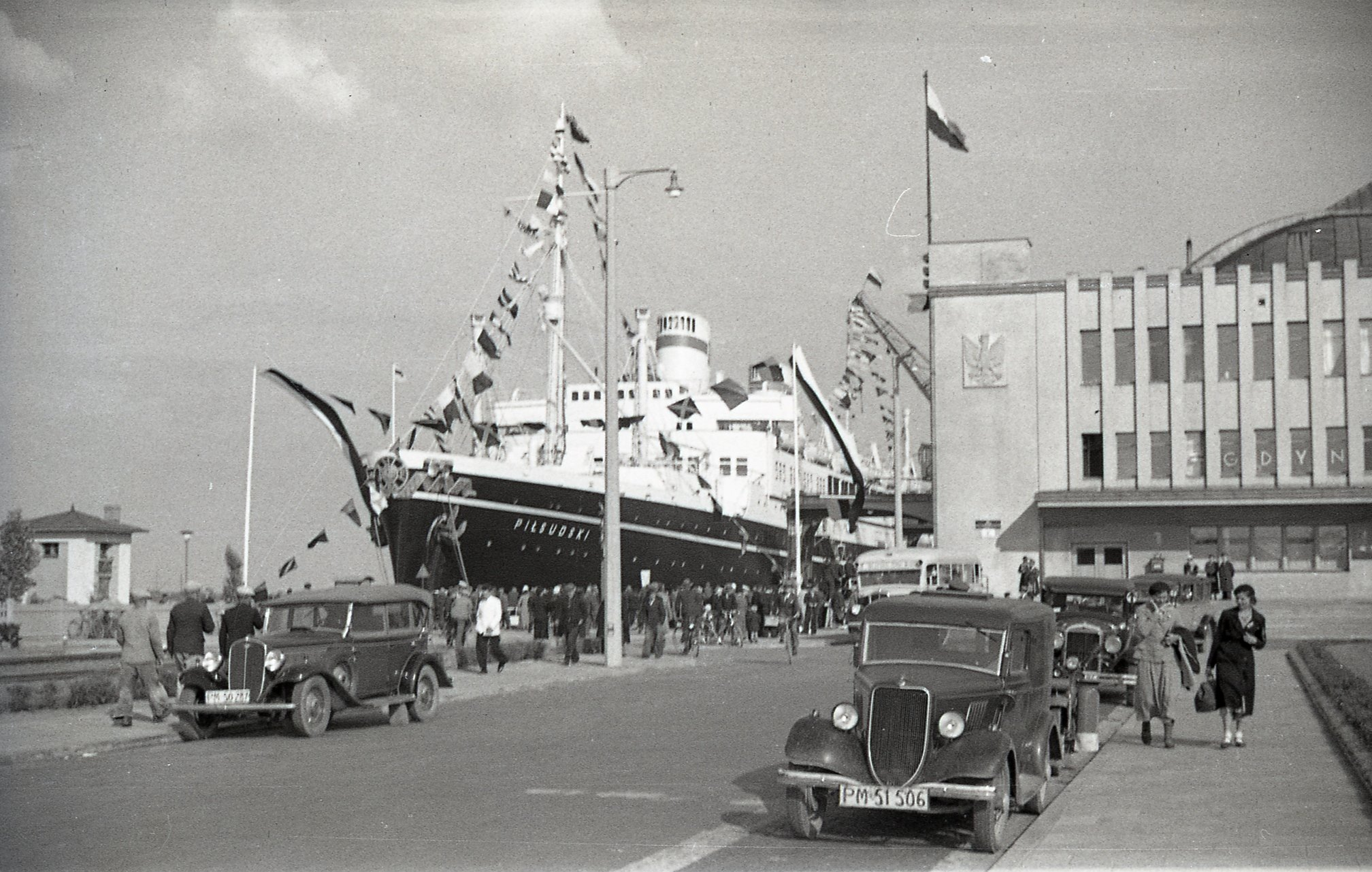
MS Piłsudski w Gdyni w 1938

MS Piłsudski – polski statek pasażerski, transatlantyk. Jednostka bliźniacza MS Batory. Zatonął (prawdopodobnie na minie) w listopadzie 1939 roku.

## Dane techniczne
- budowa: 1935, stocznia Cantieri Riuniti dell’Adriatico(inne języki) w Monfalcone, Włochy
- numer budowy: 1126
- port macierzysty: Gdynia
- tonaż: pojemność 14 294 BRT (ton rejestrowych brutto), nośność 5608 ton
- wymiary: długość 160,3 m, szerokość 21,6 m, zanurzenie 7,5 m
- liczba pokładów: 7
- miejsc pasażerskich: 796 (pierwsza klasa 46, druga/turystyczna klasa 370, trzecia klasa 400; później: pierwsza klasa 76, turystyczna klasa 740)
- załoga: 350
- szybkość: 18 węzłów
- napęd: dwa silniki wysokoprężne o łącznej mocy 12.000 KM, 2 śruby

## Budowa i eksploatacja
Z powodu ograniczonych środków finansowych Polska za dwa 14 000-tonowe statki pasażerskie zapłaciła rządowi włoskiemu pięcioletnimi dostawami węgla. Drugim statkiem był bliźniaczy MS Batory. Oba zbudowano w stoczni Cantieri Riuniti dell’Adriatico (d. Cantiere Navale Triestino) w Monfalcone. Jako pierwszy ukończony został Piłsudski, a rok później, w 1936, Batory. Przy budowie tego drugiego uwzględniono sugestie załogi Piłsudskiego. Wodowanie jednostki odbyło się 19 grudnia 1934. Wydarzeniu temu poświęcony został pamiątkowy medal autorstwa Wojciecha Jastrzębowskiego i Antoniego Kenara pt.  Na pamiątkę wodowania. Przez morze do rozkwitu Polski. M/S „Piłsudski”. Piłsudski miał być pływającą ambasadą polskiej kultury.
MS Piłsudski od początku pływał na linii Gdynia – Nowy Jork – Halifax – Gdynia. 15 września 1935 statek wypłynął w swój pierwszy rejs transatlantycki do Nowego Jorku pod dowództwem kapitana Mamerta Stankiewicza, po którym 8 października 1935 po raz pierwszy wpłynął do Gdyni. Już podczas drugiego rejsu do Nowego Jorku, za sprawą bardzo sztormowej pogody, ujawniły się liczne niedociągnięcia projektowe. Jego stateczność i dzielność morska okazały się niezadowalające, gdyż włoski projektant nie uwzględnił warunków sztormowych północnego Atlantyku. Z powodu przyjmowania na dziób wszystkich fal, doszło do licznych uszkodzeń i awarii części instalacji elektrycznej. Po tym rejsie przeprowadzono modyfikacje konstrukcyjne. MS Batory, który był w tym czasie w budowie, został zbudowany z uwzględnieniem doświadczeń załogi Piłsudskiego.
Po wybuchu II wojny światowej i przegranej kampanii wrześniowej Piłsudski, wracający z Nowego Jorku, pozostał w Anglii i wraz z większością polskich statków pasażerskich i załogami przeszedł pod dowództwo brytyjskie. Na statku doszło do protestów załogi na tle płacowym, które uśmierzono m.in. powierzając ponownie dowództwo kapitanowi Mamertowi Stankiewiczowi; przejął je od zastępującego go czasowo swojego starszego brata, Jana Stankiewicza.
W początkach października 1939 roku generał Władysław Sikorski polecił generałowi Norwid-Neugebauerowi, by spotkał się z ministrem skarbu, pułkownikiem Adamem Kocem i przedstawił mu projekt wykorzystania marynarki handlowej. Wódz Naczelny „nie wykluczał użycia niektórych statków jako pomocniczych krążowników” (chodziło o Piłsudskiego i Sobieskiego).
Statek zatonął 26 listopada 1939 o godzinie 5.36 w drodze z Newcastle, 29 mil morskich na południowy wschód od przylądka Flamborough, na pozycji 53°49′03″N 0°34′01″E/53,817500 0,566944, rozpoczynając swój pierwszy wojenny rejs do Australii. Do dzisiaj przyczyna jego zatonięcia nie została wyjaśniona. Rozważane są trzy hipotezy: wejście na miny (prawdopodobnie), storpedowanie przez niemiecki okręt podwodny (brak potwierdzenia w niemieckich źródłach) lub sabotaż. Zmarł wtedy w wyniku wycieńczenia i hipotermii jego kapitan Mamert Stankiewicz. Oprócz niego zginął IV mechanik Tadeusz Piotrowski, który wypadł za burtę podczas ewakuacji. Starszy oficer, Karol Olgierd Borchardt, później znany pisarz, został poważnie ranny w głowę podczas ewakuacji i z trudem odratowany. Resztę załogi uratowano.

## Wystrój i dekoracje
Zarówno MS Piłsudski, jak i MS Batory, miały stać się pływającymi salonami i ambasadami kultury polskiej. Nad wystrojem obu transatlantyków czuwała Podkomisja Artystyczna w składzie: Wojciech Jastrzębowski (przewodniczący), Lech Niemojewski (sekretarz), Tadeusz Pruszkowski i Stanisław Brukalski. W efekcie doszło do współpracy licznego grona czołowych polskich artystów (Bractwo św. Łukasza), którzy zaprojektowali nie tylko całe pomieszczenia (salony, palarnie, halle, kaplice etc.), ale również najdrobniejsze detale, jak np. zastawę stołową i karty dań.

## Skład załogi podczas ostatniego rejsu
Poniżej podano skład osobowy (częściowy) załogi, która wypłynęła 25 listopada 1939 z Newcastle.
- kapitan: Mamert Stankiewicz
- oficerowie: I Karol Olgierd Borchardt, II Jan Michalski (ur. 1908), III Romuald Żelazowski (1911), III Jan Sznage (1912), IV Andrzej Obtułowicz (1910), IV Marian Czarowicz (1909)
- starszy mechanik: Józef Bełczowski (1901)
- mechanicy: I Adolf Kaczorowski (1906), II Kazimierz Tychoniewicz (1912), III Bolesław Szozda (1908), IV Tadeusz Piotrowski (1912)†
- radiooficerowie: I Maksymilian Strzeliński (1901), II Jerzy Zieliński (1902), III Stanisław Kaspruk (1896)
- starszy ochmistrz: Wacław Grabowski (1901)
- starszy steward: Stanisław Szymkiewicz (1907)
- I kucharz: Stanisław Kawko (1887)
- sternicy: Jan Dominik (1899), Feliks Trompka (1909), Włodzimierz Kościołowicz (1905)
- strażak: Stanisław Pytlik (1911)
- elektryk: Jan Rudnicki (1899)
- lekarz: Wacław Korabiewicz (1903)
- intendent: Marian Jaworski (1906)
- rzeźnik: Wojciech Heppner (1907)
- cieśla: Paweł Kasowicz (1910)
- stolarz: Wacław Pietrzyk (1910)
- fryzjer: Piotr Widziszewski (1906)
- starsi marynarze: Dakowski, Frey, Leszczak, Jóźwicki, Olszewski, Prugar, Przesmycki, Roznowski, Tyliszczak, Żukowski i Zyber

## Upamiętnienie
W 1935 został wybity medal o treści W 15-lecie odzyskania morza / M/S Piłsudski (awers) i Liga Morska i Kolonialna (rewers), zaprojektowany przez Tadeusza Breyera.
Znaczenie polskich transatlantyków w kontekście historii sztuki przypomniane zostało m.in. w czasie wystawy Sztuka wszędzie. Akademia Sztuk Pięknych w Warszawie 1904-1944 (Zachęta Narodowa Galeria Sztuki, 2012).